# 佩德罗·赖内尔

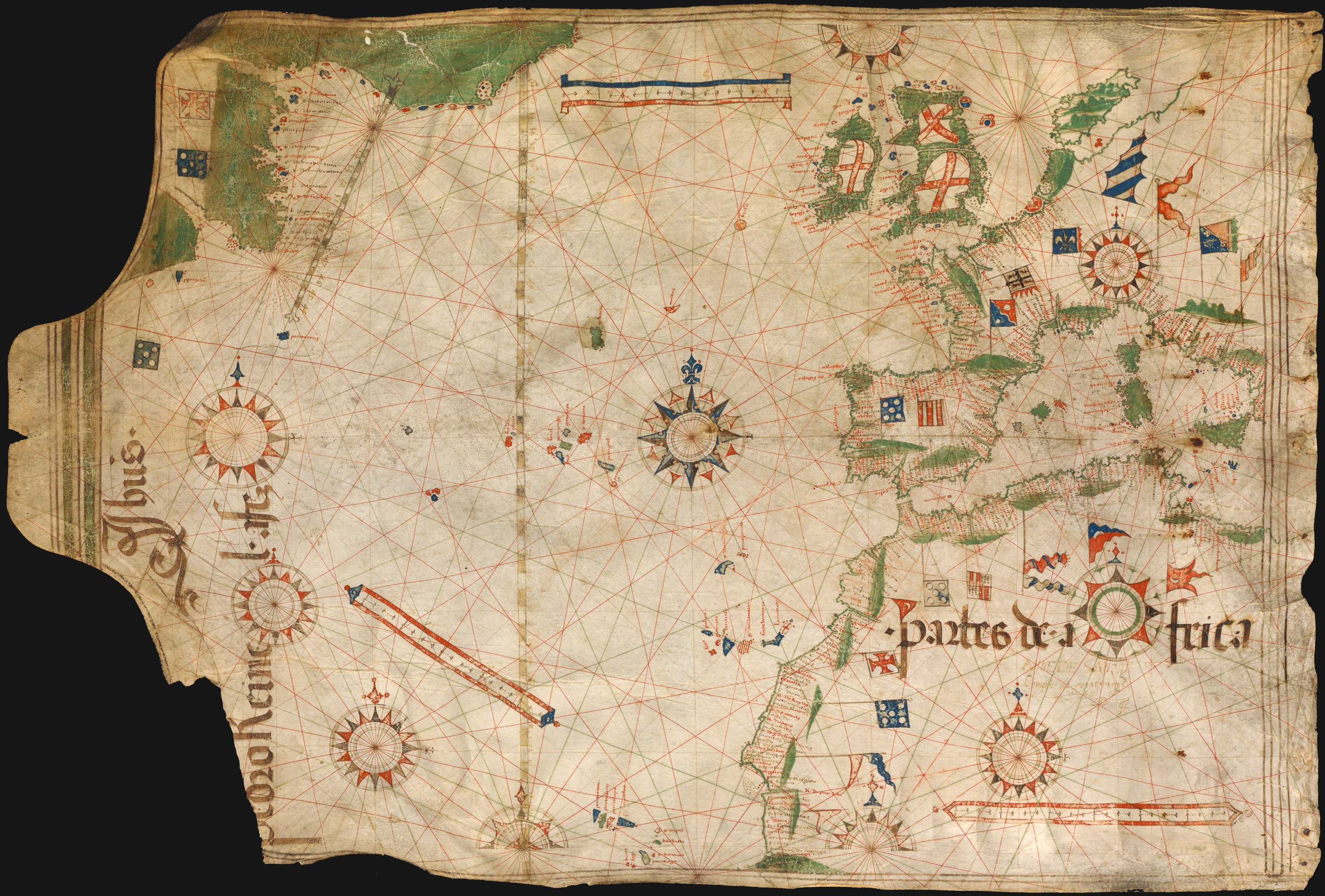
佩德罗·赖内尔绘制的航海图，约绘於1504年，该图收藏於德国慕尼黑巴伐利亚州立图书馆。

佩德罗·赖内尔（Pedro Reinel，？—约1542年），16世纪葡萄牙制图师，他绘制了目前发现最早的带有签名的航海图（约1485年），该图的范围包括了西欧和一部分非洲，他绘制的图上已经包含了葡萄牙冒险家迪奥戈·康（Diogo Cão）在1482年到1485年期间探测的内容。他於1504年绘制的大西洋航海图是最早的带有纬度的航海图之一，也是最早用百合花饰描述风向频率图的航海图。